# كلوستريديوم مخمر للنبات
كلوستريديوم فايتوفيرمنتانس أو كلوستريديوم مخمر للنبات (نسبة إلى النطاق الواسع من السكريات المتعددة التي تستطيع هذه البكتيريا استعمالها كركيزة للنمو) هي بكتيريا موجبة غرام لاهوائية إجبارية، عصوية الشكل.

## روابط خارجية
- Type strain of Clostridium phytofermentans at BacDive - the Bacterial Diversity Metadatabase